# 쇼지 겐
쇼지 겐(일본어: 昌子 源, 1992년 12월 11일 ~ )는 일본의 축구 선수로 현재 J1리그 마치다 젤비아에서 수비수로 활동하고 있다.

## 구단 경력
그는 2011년 J1리그의 가시마 앤틀러스에 입단했다. 2011년, 2012년, 2015년 3번의 J리그컵 우승, 2016년에 J1리그 우승을 차지했다. 2019년 툴루즈 FC로 이적했다. 2020년 J1리그의 감바 오사카로 이적했다. 2023년 가시마 앤틀러스로 복귀했다. 2024년 FC 마치다 젤비아로 이적했다.

## 국가대표팀 경력
그는 2015년 AFC 아시안컵에 참가할 일본 국가대표팀에 선발되었으나 경기에 출전하지는 못하였다.
2015년 3월 31일 우즈베키스탄과의 경기에서 일본 국가대표팀에 데뷔했다. 2017년 EAFF E-1 풋볼 챔피언십에 출전했다. 2018년 FIFA 월드컵에도 출전, 3경기에 출전, 16강 진출에 기여했다. 그는 2021년까지 국제 A매치 통산 20경기에 출전, 1득점을 넣었다.

## 통계

### 구단
| 가시마 앤틀러스 | 가시마 앤틀러스 | 가시마 앤틀러스 |
| 연도            | 출전            | 득점            |
| --------------- | --------------- | --------------- |
| 2011            | 2               | 0               |
| 2012            | 18              | 1               |
| 2013            | 5               | 0               |
| 2014            | 40              | 2               |
| 2015            | 33              | 3               |
| 통산            | 98              | 6               |

### 국가대표팀
| 일본 | 일본 | 일본 |
| 연도 | 출전 | 득점 |
| ---- | ---- | ---- |
| 2015 | 1    | 0    |
| 2016 | 1    | 0    |
| 2017 | 8    | 1    |
| 2018 | 5    | 0    |
| 2019 | 3    | 0    |
| 2020 | 0    | 0    |
| 2021 | 2    | 0    |
| 통산 | 20   | 1    |

## 수상

### 클럽
가시마 앤틀러스
- J1리그 : 우승 (2016), 준우승 (2017), 3위 (2014, 2018)
- J리그컵 : 우승 (2011, 2012, 2015), 4강 (2018)
- 천황배 : 우승 (2016), 4강 (2012, 2018)
- AFC 챔피언스리그 엘리트 : 우승 (2018)
- FIFA 클럽 월드컵 : 준우승 (2016), 4위 (2018)
- 일본 슈퍼컵 : 우승 (2017)
- 수루가 뱅크 챔피언십 : 우승 (2012, 2013), 준우승 (2016)

감바 오사카
- J1리그 : 준우승 (2020)
- 천황배 : 준우승 (2020)

마치다 젤비아
- J1리그 : 3위 (2024)

### 국가대표팀
일본
- EAFF E-1 풋볼 챔피언십 : 준우승 (2017)

### 개인
- J1리그 베스트 11 : 2016, 2017